# Định lý Viviani

Tổng của ba đoạn thẳng s + u + t bằng độ lớn đường cao của tam giác

Định lý Viviani, được đặt theo tên Vincenzo Viviani, định lý này khẳng định rằng tổng khoảng cách từ một điểm bất kỳ trong tam giác đều đến ba cạnh của tam giác đều đó bằng độ dài đường cao của tam giác đều đó 

## Chứng minh
Định lý được chứng minh dựa trên một công thức tính diện tích của tam giác: diện tích của một tam giác bằng một nửa tích đường cao và cạnh đáy tương ứng. Cho tam giác{\displaystyle ABC} đều với đường cao h kẻ xuống cạnh {\displaystyle a}. {\displaystyle P} là một điểm nằm trong tam giác và {\displaystyle u;s;t}là khoảng cách từ {\displaystyle P} đến các cạnh. Tạo ra các tam giác {\displaystyle PAB;~PBC;~PCA}:
Ta có diện tích của các tam giác lần lượt là {\displaystyle {\frac {ua}{2}};{\frac {sa}{2}};{\frac {ta}{2}}}. Tổng diện tích ba tam giác {\displaystyle PAB;~PCA;PBC} bằng diện tích tam giác {\displaystyle ABC}. Ta có thể viết:
{\displaystyle {\frac {ua}{2}}+{\frac {sa}{2}}+{\frac {ta}{2}}={\frac {ha}{2}}}
{\displaystyle \Leftrightarrow u+s+t=h} (đpcm)

## Định lý Viviani đảo
Định lý đảo của định lý Viviani cũng đúng: Nếu tổng khoảng cách từ một điểm bất kì trong tam giác đến ba cạnh tương ứng luôn không đổi thì đó là tam giác đều.